# Madison County (Georgia)
Madison County is een county in de Amerikaanse staat Georgia.
De county heeft een landoppervlakte van 735 km² en telt 25.730 inwoners (volkstelling 2000). De hoofdplaats is Danielsville.